# Empirisme organisateur

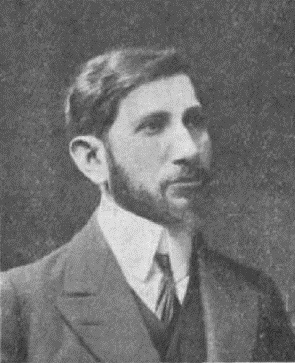
Charles Maurras

L'empirisme organisateur est une méthode d'analyse politique créée par Charles Maurras inspirée du positivisme. Cette méthode consiste à analyser le présent à la lumière du passé, pour prévoir l'évolution des sociétés par la psychologie, et en tirer des principes d'action. L'application de cette doctrine positiviste, en politique, observe les lois de l'histoire, et débouche sur le nationalisme intégral. Considérant que l'organisation et les institutions de la société doivent être le fruit de la sélection opérée par les siècles, la monarchie est en effet considérée par Maurras comme optimale pour la France.
L'empirisme organisateur est résumé par son auteur comme étant « la mise à profit des bonheurs du passé en vue de l'avenir que tout esprit bien né souhaite à son pays. » Charles Maurras résume également l'empirisme organisateur par la formule : « Notre maîtresse en politique, c'est l'expérience »,.
L’empirisme organisateur maurrassien prétend tirer de l’histoire un ensemble de vérités politiques, de lois sociales et de normes psychologiques : « L’examen des faits sociaux naturels et l’analyse de l’histoire politique conduisent à un certain nombre de vérités certaines, le passé les établit, la psychologie les explique et le cours ultérieur des événements contemporains les confirme au jour le jour »,.
Par l'empirisme organisateur, Maurras rejette les philosophies déterministes, qu'elles soient optimistes comme le marxisme ou pessimistes comme le guénonisme, ainsi que l'idée démocratique suivant laquelle l'avenir se construirait sans considération du passé et sur la seule base de l'opinion.

## Filiation
Maurras place la filiation de l'empirisme organisateur dans la suite du Thomisme de Jacques Maritain et plus largement de la Quaedam perennis philosophia de Socrate, Platon et Aristote[réf. nécessaire].
Maurras s'inspire directement de la méthode d'analyse du critique littéraire Sainte-Beuve pour forger l'expression « empirisme organisateur ». La méthode du critique est connue pour son absence d’esprit partisan, sa promotion du primat de l’expérience et son souci de rechercher les contradictions de tous les courants littéraires, politiques, ou philosophiques.
La méthode de l'empirisme organisateur se nourrit également de la pensée traditionnelle (antique et médiévale), contre-révolutionnaire et du positivisme d’Auguste Comte.

## Influence
Pour l'écrivain Jacques Paugam, Charles de Gaulle aurait utilisé la méthode de l'empirisme organisateur pour organiser le processus d'indépendance de l'Afrique noire.
L'empirisme organisateur aurait attiré à l'Action française plusieurs historiens de renom tels que Jacques Bainville, Pierre Gaxotte, Michel Mourre, Philippe Ariès et Pierre Chardon.